# Уалиев, Куман Уалиевич
Куман Уалиевич Уалиев (1914, Джаныбек — 19 ноября 1985, Трудовик, Саратовская область) — старший чабан совхоза «Питерский» Краснокутского района Саратовской области. Герой Социалистического Труда (1966).

## Биография
Родился в 1914 году в крестьянской семье в ауле Жанибек. В подростковом возрасте стал сиротой и был вынужден начать трудовую деятельность. Участвовал в Великой Отечественной войне. Воевал в составе 606-го зенитно-артиллерийского полка. После демобилизации работал чабаном в совхозе «Питерский» Краснокутского района. Позднее назначен старшим чабаном.
В годы Седьмой пятилетки бригада Кумана Уалиева получила в среднем по 118 ягнят от каждой сотни овцематок. В 1965 году было выращено 7724 ягнят от 931 овцематок. Настриг от каждой овцы в среднем составил по 4,5 килограмма шерсти. За достигнутые успехи в развитии животноводства, увеличении производства и заготовок мяса, молока, яиц и шерсти и другой продукции удостоен звания Героя Социалистического Труда указом Президиума Верховного Совета СССР от 22 марта 1966 года с вручением ордена Ленина и золотой медали «Серп и Молот».
Позднее трудился до выхода на пенсию в совхозе «Трудовик» Краснокутского района. Проживал в посёлке Трудовик, где скончался в 1985 году.
Память
В селе Питерка на Аллее героев установлен памятный стенд, посвящённый Герою Социалистического Труда.
Награды
- Герой Социалистического Труда
- Орден Ленина
- Медаль «За боевые заслуги» (21.05.1945[1])